# Yaoqiao (köpinghuvudort i Kina, Jiangsu Sheng, lat 32,16, long 119,77)
Yaoqiao (kinesiska: 姚桥, 姚桥镇) är en köpinghuvudort i Kina. Den ligger i provinsen Jiangsu, i den östra delen av landet, omkring 92 kilometer öster om provinshuvudstaden Nanjing. Antalet invånare är 44 703. Befolkningen består av 22 112 kvinnor och 22 591 män. Barn under 15 år utgör 9,0 %, vuxna 15-64 år 77 %, och äldre över 65 år 13,0 %.
Runt Yaoqiao är det tätbefolkat, med 947 invånare per kvadratkilometer. Närmaste större samhälle är Menghe, 17,9 km söder om Yaoqiao. Trakten runt Yaoqiao består till största delen av jordbruksmark.
Genomsnittlig årsnederbörd är 1 302 millimeter. Den regnigaste månaden är juli, med i genomsnitt 255 mm nederbörd, och den torraste är januari, med 30 mm nederbörd.